# 키르치네르주의
키르치네르주의(Kirchnerismo)는 아르헨티나에서 네스토르 키르치네르의 정치철학을 언급하는 용어로 사용되고 있다. 2003년부터 집권한 네스토르 키르치네르와 크리스티나 페르난데스 데 키르치네르는 페론주의 좌파진영에 속하며, 페론주의 청년단의 회원으로 정치경력을 시작했다. 또한 키르치네르의 측근도 페론주의 좌파에 속해있다. 키르치네르주의의 주요 특징은 아래와 같다.
- 군사정권 동안 더러운 전쟁을 주도한 인권탄압 관련자를 처벌한다.
- 키르치네르주의는 신자유주의 정책에 강하게 반대한다.
- 경제적으로, 키르치네르주의는 산업 발달을 추구한다.
- 미주자유무역지대를 거부하고 메르코수르 회원국과 협력을 강화한다.
- 특히 브라질과 경제협력관계를 맺으면서 라틴아메리카 주변국과 관계를 개선한다.
- 산아제한과 동성애에 대해 매우 진보적인 태도를 취하고 있다.

## 같이 보기
- 좌익 포퓰리즘
- 페론주의